# Данци, Инноценц
Инноце́нц Да́нци (нем. Innozenz Danzi; ок. 1730, Италия — 17 апреля 1798, Мюнхен) — виолончелист в мангеймском оркестре. В составленном Фридрихом Вильгельмом Марпургом списке членов оркестра (1756) отмечено, что Данци прибыл из Италии. Вошёл в состав оркестра (под управлением Яна Стамица) 29 мая 1759 года. Играл первую виолончель. Оклад Данци составлял 1000 гульденов в год, что делало его одним из самых дорогих музыкантов Мангейма. В 1778 году он переехал вместе с двором курфюрста Карла Теодора в Мюнхен. В конце 1780 года Данци встречался с Моцартом во время подготовки к первой постановке его оперы «Идоменей». В 1783 году ушёл со службы, получал пенсию. Место первой виолончели в оркестре занял его сын Франц.

## Семья
Инноценц Данци — основатель большой династии музыкантов и актёров. Он был женат на Барбаре Тоэски, сестре мангеймского скрипача и композитора Карла Йозефа Тоэски, также итальянца. Среди их детей:
- Франческа (Франциска Доротея; в замужестве Лебрен; 24 марта 1756 — 14 мая 1791) — певица и композитор;
- Иоганн Баптист (крещён 17 января 1758 — после 1785) — скрипач в мангеймском оркестре с 1773 года, в 1777—1785 имел там постоянное место;
- Франц Игнац (крещён 15 июня 1763 — 13 апреля 1826) — виолончелист, дирижёр и композитор. Самый известный представитель семьи. Был женат на певице Маргарете Данци (урожд. Маршан).
- Антон (1768 — после 1808) — певец (тенор), альтист.

## Сочинения
Концерт G-dur для виолончели с оркестром был впервые издан Вальтером Леберманом в 1969 году.
- Innozenz Danzi. Konzert für Violoncello und Orchester G-dur. Zum 1. Mal hrsg. von Walter Lebermann. — Frankfurt [u.a.]: Litolff/Peters (8029), c 1969. — 86 S.